# Audita tremendi
Audita tremendi je papeška bula, ki jo je izdal papež Gregor VIII. 29. oktobra 1187.
V buli je papež, ki je le nekaj dni prej nasledil papeža Urbana III., pozval k križarski vojni, potem ko je bilo Jeruzalemsko kraljestvo premagano 4. julija 1187 v bitki pri Hattinu. Evropo pa še ni dosegla novica o dokončnem padcu Jeruzalema, ki je padel 2. oktobra istega leta.

## Zunanje povezeve
- Audita tremendi[mrtva povezava] (latinsko besedilo)